# Wǔ (武)
Wǔ (武) is een Chinese familienaam. In Hongkong wordt deze naam door HK-romanisatie geromaniseerd als Mo. Wǔ (武) staat op de 250e plaats in de Baijiaxing. In Vietnam komt de naam voor als  Võ en 3,9% van de bevolking heeft deze naam.
- Vietnamees: Võ

## Bekende personen met de naam 武
- Võ Nguyên Giáp
- Võ Văn Kiệt
- Wu Sansi
- Wu Zetian